# Raimund Mrázek
Raimund Mrázek (29. srpna 1897 v Oplocanech u Přerova – 11. srpna 1972 v Praze) byl za první světové války příslušníkem československých legií v Rusku. Po návratu do Československa se stal důstojníkem prvorepublikové armády a před druhou světovou válkou prošel různými štábními funkcemi. Po vyhlášení protektorátu byla československá armáda rozpuštěna a bývalý podplukovník generálního štábu Raimund Mrázek se zapojil do vojenských protiněmeckých ilegálních odbojových struktur. Těsně před koncem druhé světové války v Praze sehrál významnou úlohu v procesu sjednocování vojenského odboje. Během Pražského květnového povstání 1945 zastával Raimund Mrázek funkci náčelníka štábu povstaleckého velitelství "Alex". Zde koordinoval činnost povstaleckých skupin na venkově s bojem Pražanů na barikádách ve vnitřních částech města. Jeho vojenská kariéra (dosáhl hodnosti brigádního generála) byla přerušena těsně před a po Únoru 1948. Za účast v protikomunistickém odboji byl v roce 1949 odsouzen k odnětí svobody a po letech pobytu v komunistických lágrech ho v roce 1960 tehdejší prezident ČSSR amnestoval.

## Životopis

### Od studenta k příslušníku československých legií v Rusku
V letech 1913 až 1915 studoval Raimund Mrázek na Vyšší průmyslové škole v Brně. Po vypuknutí první světové války byl jako jednoroční dobrovolník povolán ke 13. zeměbraneckému pluku v Olomouci. Po absolvování základního výcviku byl odvelen na východní frontu. Tady padl (v hodnosti svobodníka) dne 20. července 1916 do ruského zajetí. Do československých legií se přihlásil společně s Heliodorem Píkou v říjnu 1916 v Babrujsku. 

### V československých legiích v Rusku
V československých legiích absolvoval Raimund Mrázek nejprve dělostřelecký kurz a poté později i důstojnické zkoušky. Na transsibiřské magistrále působil v různých dělostřeleckých jednotkách. Do Československa se vrátil v hodnosti nadporučíka s 22. lodním transportem československých legií na lodi Amerika (America). 

### Z Ruska zpět ve vlasti
V Československu se Raimund Mrázek rozhodl stát se vojákem z povolání. V důstojnických funkcích prošel postupně několika útvary. V listopadu 1926 zahájil studium na Válečné škole v Praze. Školu úspěšně dokončil a v hodnosti majora byl dne 31. července 1929 přeložen ke skupině důstojníků generálního štábu.
V letech 1929 až 1937 pak Raimund Mrázek prošel různými štábními funkcemi. K 1. říjnu 1937 byl pověřen velením dělostřeleckého pluku 51 v Brandýse nad Labem. V zářijové mobilizaci v roce 1938 působil ve funkci podnáčelníka štábu II. sboru a dostalo se mu od jeho nadřízených velmi dobrého hodnocení.

### V ilegálních strukturách protektorátu
Po 15. září 1939 byl pověřen generálem Aloisem Eliášem úkoly zpravodajského charakteru v průmyslu u firmy ASAP (akciové společnosti pro automobilový průmysl). Později se Raimund Mrázek zapojil do práce v důstojnických ilegálních odbojových strukturách.

### V Pražském květnovém povstání 1945

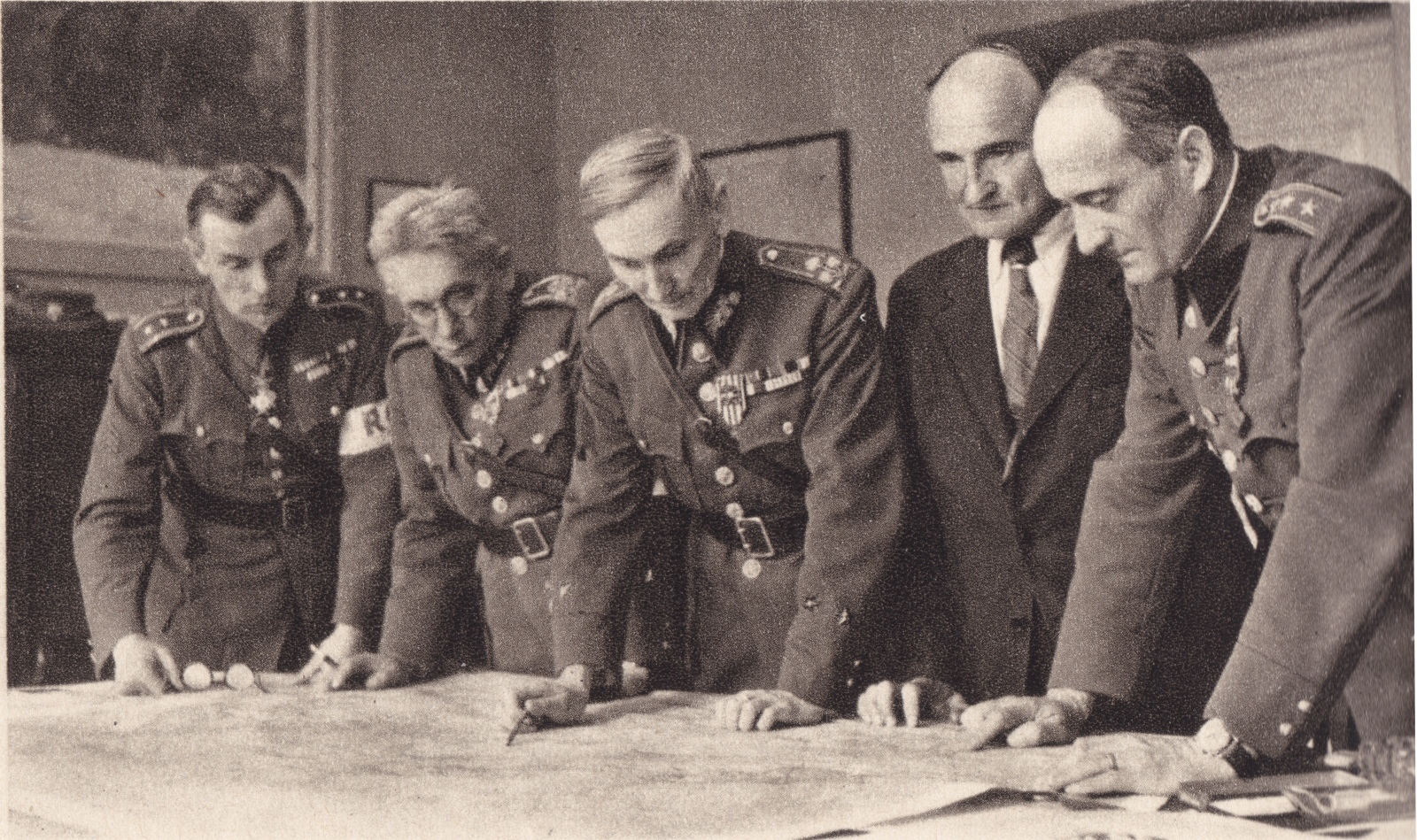
Velitelství „Alex“ po Pražském květnovém povstání 1945. Zleva doprava (bez titulů a hodností): Theodor Pokorný; František Slunečko; Zdeněk Novák; Karel Neubert; Raimund Mrázek.

Ke konci druhé světové války v Praze hrál důležitou roli v procesu sjednocení vojenského odboje. Byl to právě Raimund Mrázek, kdo inicioval příjezd generála Františka Slunečka do Prahy:
- Na příkaz podplukovníka generálního štábu Raimunda Mrázka dopravil podplukovník duchovní služby Bohumil Radechovský (po pěti a půl rocích v ilegalitě) generála Františka Slunečka do Prahy. Tady se dne 30. dubna 1945 v kancelářích Dunajské plavební společnosti (Na Poříčí 1933/36 Praha 1 Staré Město – Josefov[6]) uskutečnila první schůzka zástupců vojenského odboje. Zde se s generálem Slunečkem sešel generál Karel Kutlvašr, podplukovník generálního štábu Raimund Mrázek, velitel Generálního velitelství četnictva a policie podplukovník Ing. Antonín Sameš a další, aby ustavili povstalecké velitelství Alex.[6] Generál Slunečko pak od 1. května 1945 do zahájení Pražského povstání bydlel v bytě majora Theodora Pokorného na adrese Ševčíkova 1421/6, Praha 3 (od roku 1904 do 1947 se ulice jmenovala Bendlova).[7][8]

Raimund Mrázek také organizoval užší spolupráci mezi skupinami „Bartoš“ a „Alex“:
- Historici dnes (2016) připomínají, že ačkoliv Květnové povstání na jaře 1945 v Praze bylo především spontánní akcí, která byla odstartována bez velké koordinace a centrálního vedení, nelze zpochybnit fakt, že bylo systematicky připravováno (zejména v posledních dvou týdnech) především skupinami českých důstojníků, mezi nimiž hráli hlavní roli bývalí legionáři – podplukovníci generálního štábu František Bürger (skupina "Bartoš") a Raimund Mrázek (skupina "Alex").[9][10]

Osobnosti velitelství „Alex“ a velitelství „Bartoš“ v Praze v květnu 1945
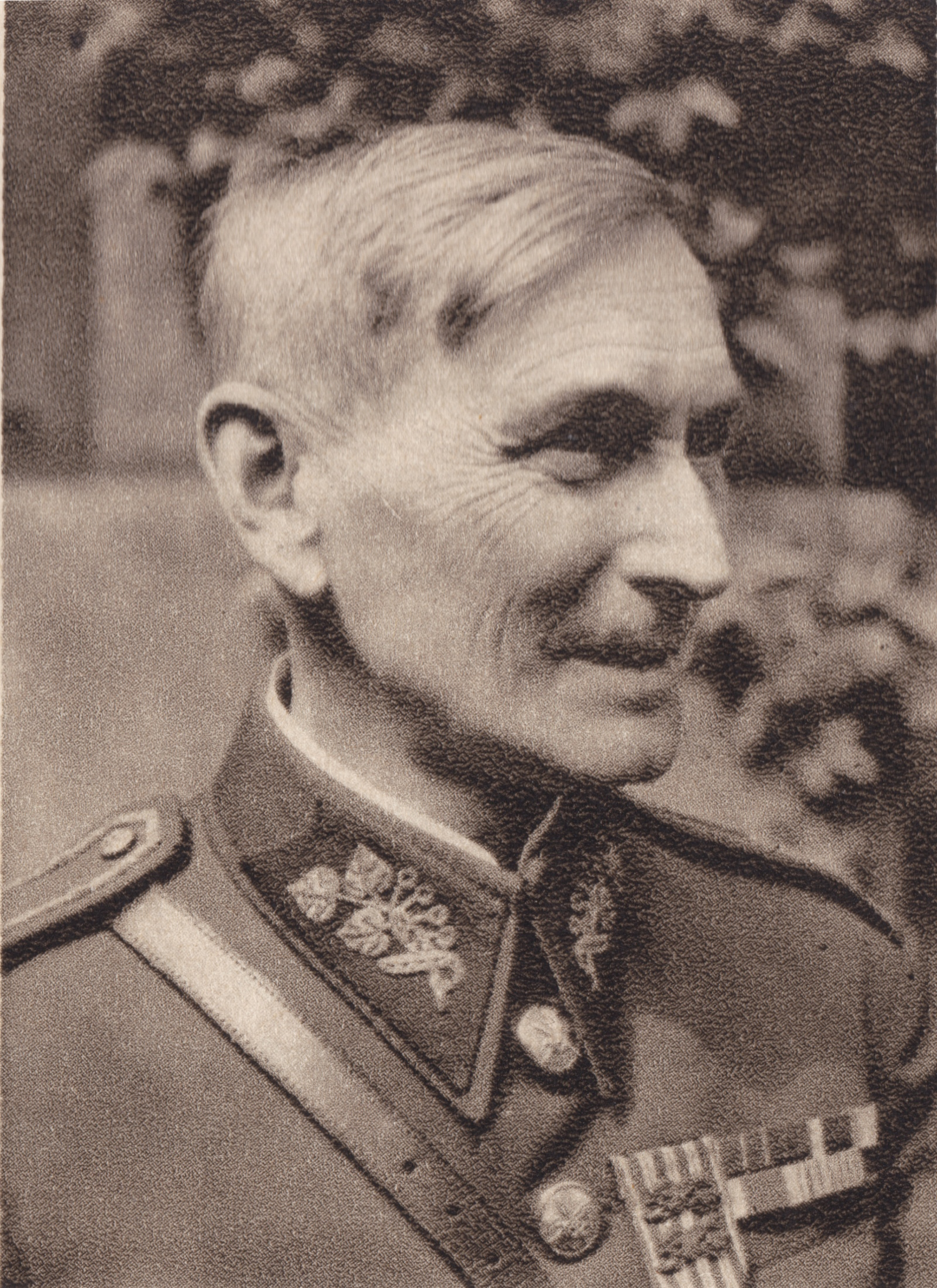
Generál Zdeněk Novák
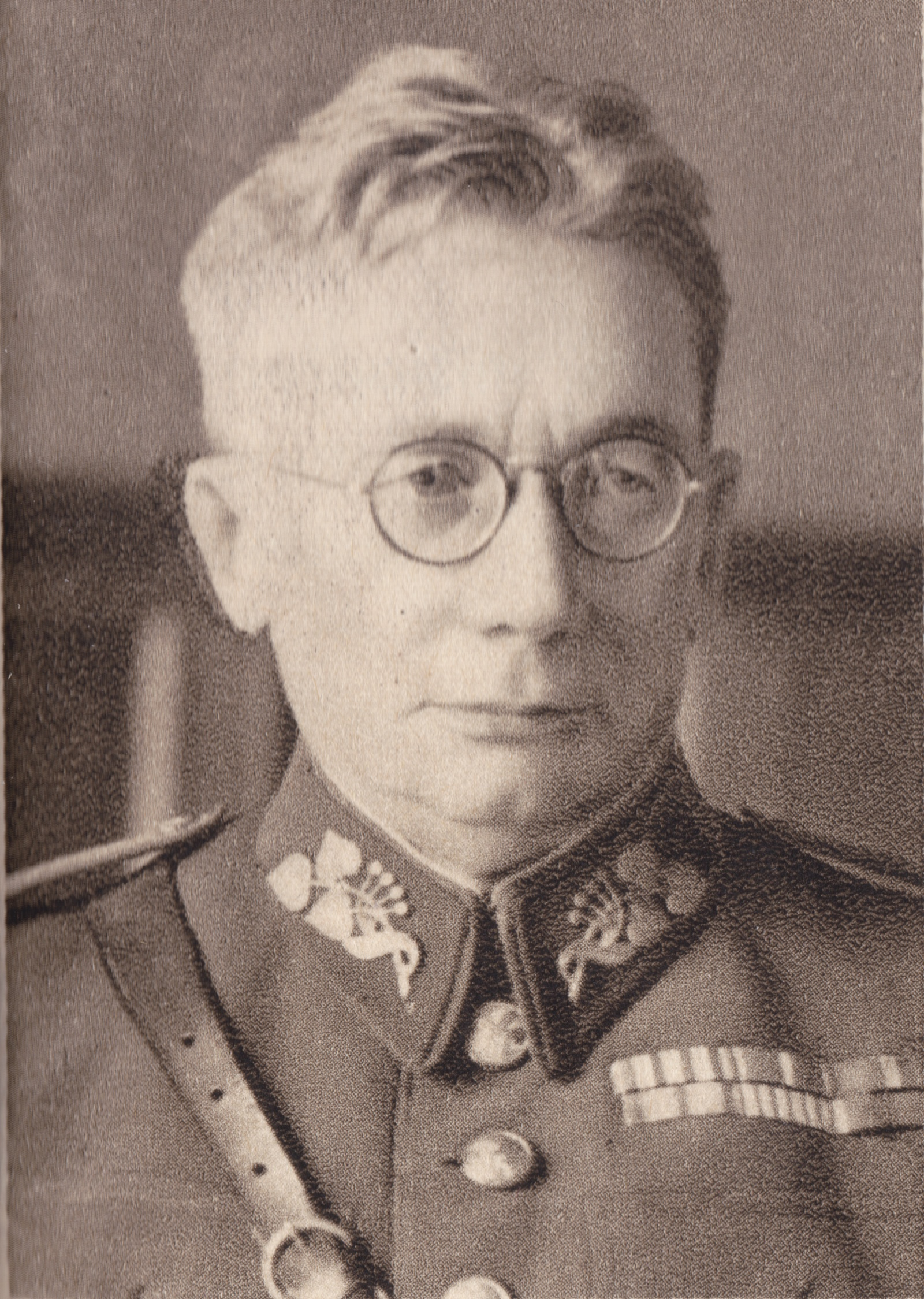
Generál František Slunečko („Alex“)
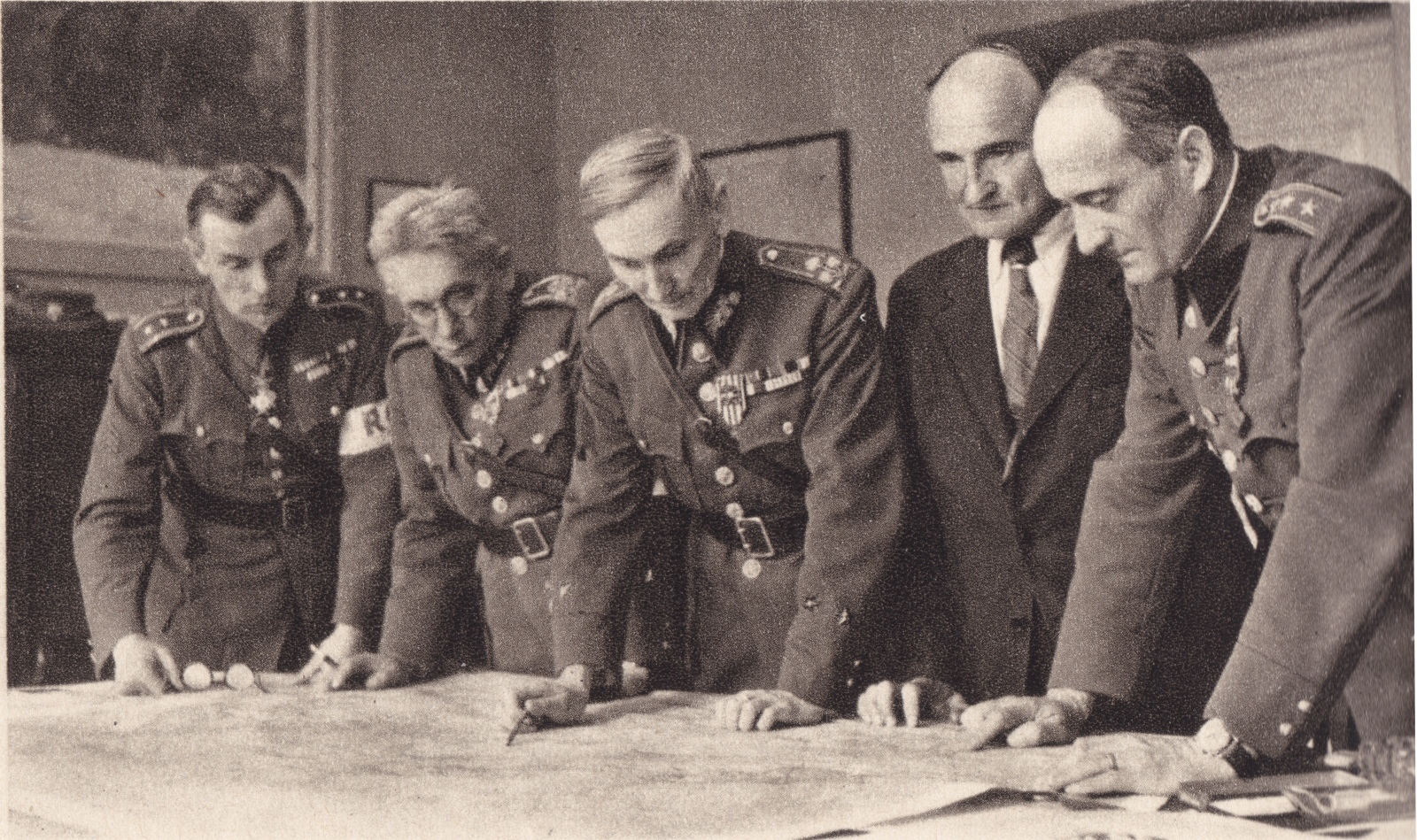
Velitelství „Alex“. Zleva doprava: Theodor Pokorný; František Slunečko; Zdeněk Novák; Karel Neubert; Raimund Mrázek
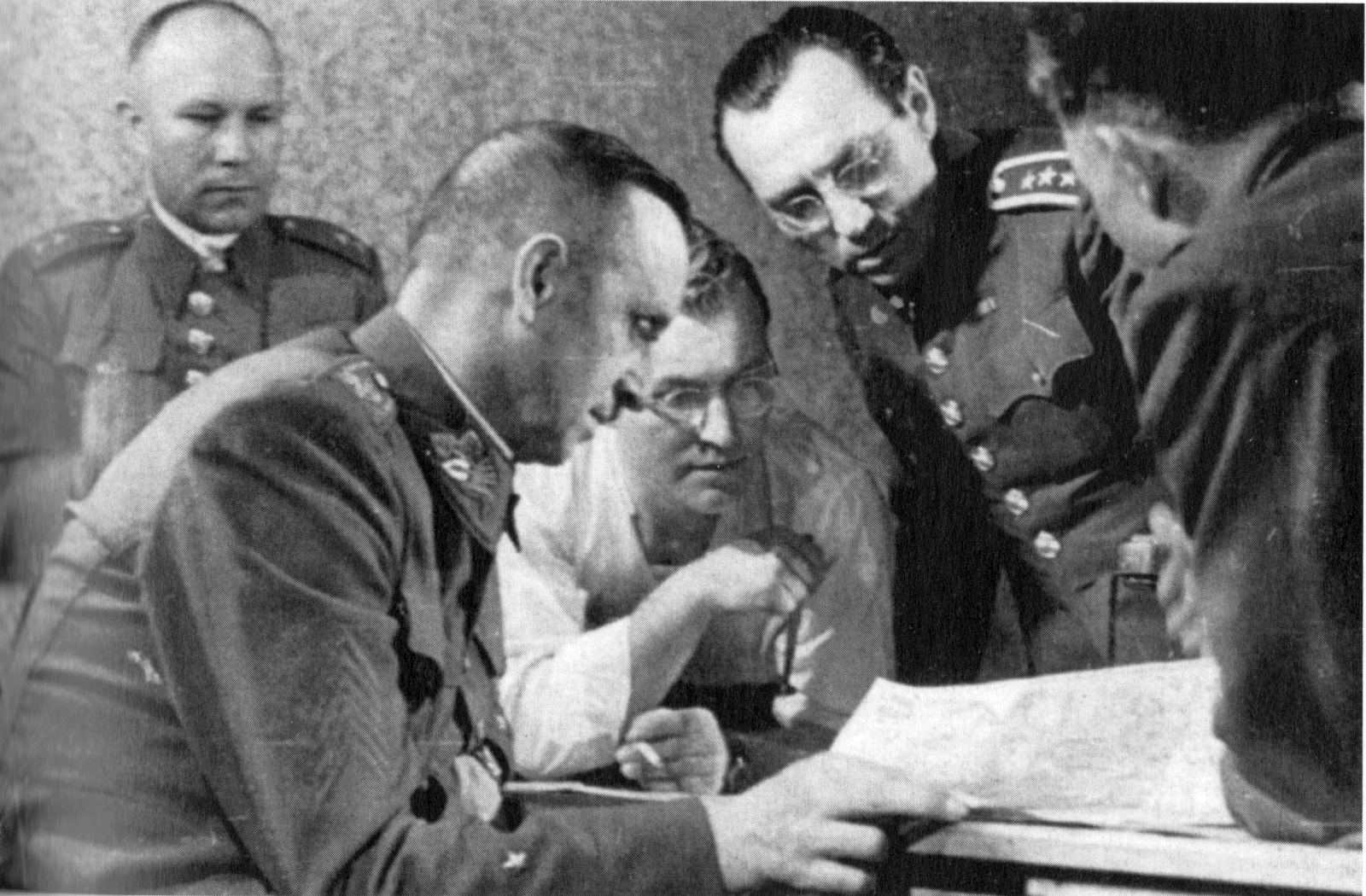
Velitelství „Bartoš“. Zleva doprava: sedící Karel Kutlvašr, sedící v košili Jaromír Nechanský, stojící v náklonu František Bürger-Bartoš
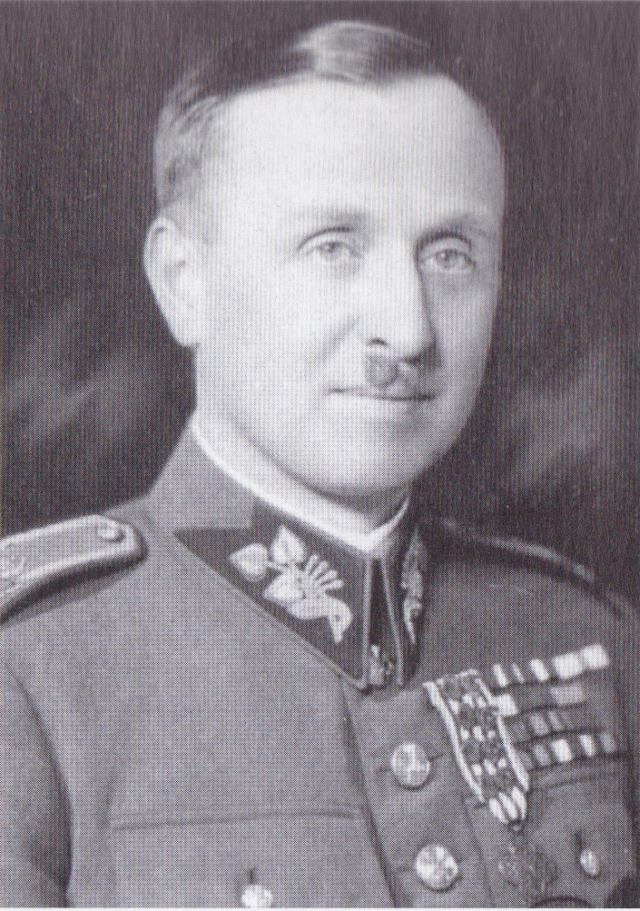
Generál Karel Kutlvašr
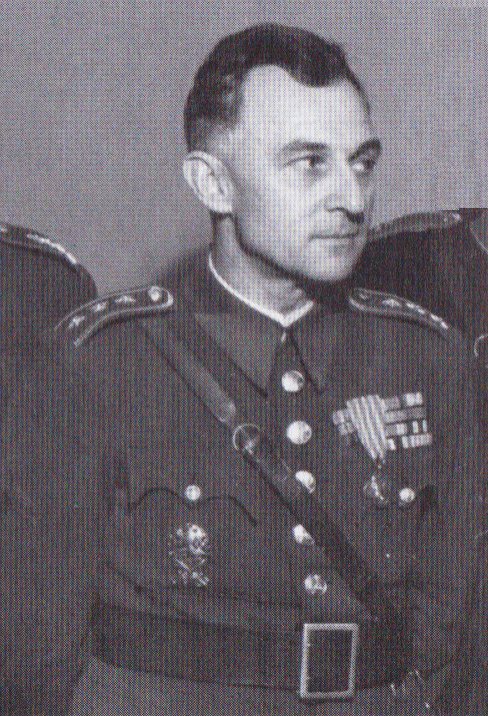
František Bürger-Bartoš

Těsně po skončení druhé světové války se Raimund Mrázek účastnil (ve funkci náčelníka štábu povstaleckého velitelství „Alex“) akce „zajištění pohraničí v severních Čechách“:
- Dne 10. května 1945 se generál Zdeněk Novák ujal velení nad všemi jednotkami podřízenými velitelství Alex.[11] Generál František Slunečko se stal jeho zástupcem. Po příjezdu vlády do Prahy byli generál Zdeněk Novák a náčelník štábu podplukovník Raimund Mrázek přijati ministrem obrany generálem Ludvíkem Svobodou.[11] Zde obdrželi poslední rozkaz určený velitelství Alex: obsadit pohraničí historických zemí a vyčistit zalesněné oblasti od zbytků německých vojsk. Obsazením pohraničních území naplnilo velitelství Alex svoje poslání a zastavilo svoji činnost.[11]

### Léta 1945 až 1948
Ještě v druhé polovině roku 1945 se Raimund Mrázek stal členem přijímací komise pro důstojníky a rotmistry. Funkci náčelníka československé vojenské mise v SSSR převzal v Moskvě k 1. prosinci 1945. Když byla tato komise zrušena, stal se Raimund Mrázek od 1. dubna 1946 (rovněž v Moskvě) československým vojenským a leteckým atašé. Ještě téhož roku (1946) byl pak povýšen do hodnosti brigádního generála. Na konci roku 1946 byl z funkce vojenského a leteckého přidělence (atašé) v Moskvě odvolán a převelen zpět do Prahy. V lednu 1947 byl Raimund Mrázek přemístěn k velitelství 1. oblasti a zde mu byla svěřena funkce velitele dělostřelectva. Po Únoru 1948 byl sice povolán 1. března 1948 ještě do kurzu pro vyšší velitele, ale vzápětí pak od 5. března 1948 dostal rozkazem nástup na tříměsíční zdravotní dovolenou. Od 1. června 1948 byl pak definitivně (ve věku 51 let) přeložen do výslužby.

### V protikomunistickém odboji
Když byl dne 5. května 1948 zatčen ve vojenské nemocnici, kde se zotavoval po operaci žlučníku, jeho přítel divizní generál Heliodor Píka zapojil se Raimund Mrázek do protikomunistického odboje. Jeho angažmá v tomto 3. odboji trvalo jen půl roku. Již na počátku listopadu 1948 byl Raimund Mrázek za svoje protirežimní aktivity zatčen. V únoru 1949 jej odsoudili k doživotnímu věznění, ale rozsudek byl změněn na trest 25 let odnětí svobody. Do Prahy se Raimund Mrázek vrátil až 9. května 1960 poté, co prošel komunistickými pracovními tábory a věznicemi v Ruzyni, Leopoldově a Mírově.
Dne 10. května 1960 byl (s podlomeným zdravím) Raimund Mrázek na základě amnestie prezidenta republiky Antonína Novotného propuštěn na svobodu. Zemřel za dvanáct let poté dne 11. srpna 1972 ve věku 74 let.